# ゆきみ
ゆきみは、日本の男性漫画家。愛媛県出身。広島県在住。成人向け漫画を描いている。由木彌（ゆきみ）名義で参加した同人作品もある。
ゲーム会社のコンパイル勤務を経て漫画家に転身。コンパイル勤務時代の同期に武内崇、佐藤両々がいる。

## 単行本
- birthday（2006年3月20日[1]、〈メガストアコミックス〉コアマガジン、ISBN 978-4877349714）
- カノ♥バナ（2010年2月25日[1]、〈メガストアコミックス〉コアマガジン、ISBN 978-4862528049）

## イラストレーション
- ブラックナイトと薔薇の棘 -  表紙・挿絵（雪乃葵名義）（2003年7月10日、田村登正：著、〈電撃文庫〉メディアワークス発行、ISBN 978-4-8402-2406-2）[2]
- 戦国BASARA2 コミックアンソロジー -  表紙（2006年9月8日、〈電撃コミックスEX〉メディアワークス発行、ISBN 978-4840235952）[3]